# Olbia (Égypte)
Pour les articles homonymes, voir Olbia et Arsinoé.
Olbia ou Arsinoé (en grec : Ἀρσινόη) était une cité gréco-égyptienne de la Regio Troglodytica sur la côte ouest de la mer Rouge, entre Philotera (actuelle Safaga) et Myos Hormos, d'après Strabon et Étienne de Byzance.
La ville fut renommée en Arsinoé par Ptolémée II en l'honneur d'Arsinoé II, sa sœur et épouse. Selon Agatharchide, il y avait des sources chaudes près de la ville. Elle se trouvait à l'endroit où la chaîne calcaire de l'Itbay rejoint le Mons Porphyrites (en) (une carrière de porphyre), et à l'entrée sud du golfe de Suez (connu dans l'Antiquité comme le « golfe des Héros »).